# Czerwony szlak miejski w Kielcach
 Czerwony szlak miejski – szlak turystyczny w Kielcach.

## Przebieg szlaku
| Odległość | Atrakcje | Punkt                                                             | Skrzyżowania szlaków                                              |
| --------- | -------- | ----------------------------------------------------------------- | ----------------------------------------------------------------- |
|           |          | Plac Niepodległości, dworzec PKP                                  |                                                                   |
|           |          | ul. Armii Krajowej, Hala Widowiskowo-Sportowa                     |                                                                   |
|           |          | ul. Karczówkowska, kładka nad torami                              |                                                                   |
|           |          | ul. Karczówkowska, kościół garnizonowy                            |                                                                   |
|           |          | rzeka Silnica                                                     |                                                                   |
|           |          | Skwer Harcerski im. Szarych Szeregów                              | Kielce, ul. Zamkowa – Bukówka Kielce, ul. Zamkowa – Stadion Leśny |
|           |          | Kadzielnia, taras widokowy                                        |                                                                   |
|           |          | skrzyżowanie Alei Legionów z ul. Gagarina                         | Kielce, ul. Zamkowa – Bukówka Kielce, ul. Zamkowa – Stadion Leśny |
|           |          | Plac Piłsudskiego, Wojewódzki Dom Kultury                         |                                                                   |
|           |          | Plac Piłsudskiego, pomnik Czynu Legionowego                       |                                                                   |
|           |          | ul. Jana Pawła II, dworek Karscha                                 |                                                                   |
|           |          | ul. Jana Pawła II, park miejski                                   |                                                                   |
|           |          | ul. Jana Pawła II, kościół św. Trójcy                             |                                                                   |
|           |          | ul. Jana Pawła II, Muzeum Lat Szkolnych Stefana Żeromskiego       |                                                                   |
|           |          | ul. Jana Pawła II 6, Dworek Laszczyków                            |                                                                   |
|           |          | plac Panny Marii, Bazylika Katedralna Wniebowzięcia NMP           |                                                                   |
|           |          | plac Zamkowy, Muzeum Narodowe w Pałacu Biskupów Krakowskich       |                                                                   |
|           |          | ul. Zamkowa 3, zespół zabudowy gospodarczej                       |                                                                   |
|           |          | ul. Zamkowa, pałacyk Zielińskiego – Dom Środowisk Twórczych       | Kielce, ul. Zamkowa – Bukówka Kielce, ul. Zamkowa – Stadion Leśny |
|           |          | ul. Staszica, źródło Biruty                                       |                                                                   |
|           |          | ul. Sienkiewicza                                                  |                                                                   |
|           |          | pl. Moniuszki, Kieleckie Centrum Kultury                          |                                                                   |
|           |          | plac św. Wojciecha, kościół                                       |                                                                   |
|           |          | Rynek                                                             |                                                                   |
|           |          | Al. IX Wieków Kielc, dawna synagoga                               |                                                                   |
|           |          | Al. IX Wieków Kielc, Urząd Wojewódzki                             |                                                                   |
|           |          | ul. Sienkiewicza 47, gmach dawnego Towarzystwa Wzajemnego Kredytu |                                                                   |
|           |          | pl. Niepodległości dworzec PKP                                    |                                                                   |